# Rubane
Rubane é uma ilha do arquipélago dos Bijagós, na Guiné-Bissau. Administrativamente pertance a Região de Bolama ,Setor de Bubaque.
Tem uma população de 165 habitantes, segundo o censo de 2009.
Tal como as restantes ilhas do arquipélago dos Bijagós, é habitada maioritariamente pela etnia Bijagós, que a considera uma ilha sagrada. Segundo as crenças do povo Bijagós é proibido lutar, enterrar corpos, derramar sangue ou mesmo construir ,nesta ilha.

## Localização
A ilha está localizada nas seguintes cordenadas 11°20'08.6"N 15°48'41.8"W

## Reserva da Biosfera e Património da Humanidade
A ilha está classificada pela UNESCO como Reserva da Biosfera e Património da Humanidade

## Transporte
O transporte entre as outras ilhas e entre Rubane e o continente é feito de barco.Sendo que a viagem entre Rubane e Bissau demora cerca de 3 horas.

## Economia
Pratica-se agricultura de subsistência. A ilha possui algumas instalações de ecoturismo ,limitadas pelas crenças dos seus habitantes.